# Гервліт
Гервліт (нід. Geervliet) — місто в нідерландській провінції Південна Голландія. Входить до муніципалітету Ніссевард.
Міські права отримало 1381 року. До 1980 року мало статус окремого муніципалітету.